# Marko Ilić
Marko Ilić (Servisch: Марко Илић) (Novi Sad, 3 februari 1998) is een Servische doelman die sinds 2020 uitkomt voor KV Kortrijk. Begin 2023 vertrok Ilić op huurbasis naar het Amerikaanse Colorado Rapids in de Major League Soccer.

## Carrière
Ilić genoot zijn jeugdopleiding bij FK Vojvodina, de club uit zijn geboortestad Novi Sad. Op 5 december 2015 werd hij op zeventienjarige leeftijd voor het eerst in de wedstrijdselectie van het eerste elftal opgenomen naar aanleiding van de competitiewedstrijd tegen FK Partizan. Na een uitleenbeurt aan de Servische tweedeklasser FK Proleter Novi Sad in het seizoen 2016/17 maakte hij op 17 mei 2018 zijn debuut in het eerste elftal van Vojvodina tijdens de competitiewedstrijd tegen FK Cukaricki (1-6-winst).
In augustus 2018 stapte Ilić over naar de Servische eersteklasser FK Voždovac Belgrado, waar hij twee seizoenen lang een vaste waarde was in doel. Het leverde hem in september 2020 een transfer op naar de Belgische eersteklasser KV Kortrijk, waar hij de concurrentie moest aangaan met Adam Jakubech.

## Interlandcarrière
Ilić debuteerde voor Servië op 7 juni 2021 in een vriendschappelijke wedstrijd tegen Jamaica.
| Interlands van Marko Ilić voor Servië | Interlands van Marko Ilić voor Servië | Interlands van Marko Ilić voor Servië | Interlands van Marko Ilić voor Servië | Interlands van Marko Ilić voor Servië | Interlands van Marko Ilić voor Servië |
| №                                     | Datum                                 | Wedstrijd                             | Uitslag                               | Competitie                            | Goals                                 |
| Als speler bij KV Kortrijk            | Als speler bij KV Kortrijk            | Als speler bij KV Kortrijk            | Als speler bij KV Kortrijk            | Als speler bij KV Kortrijk            | Als speler bij KV Kortrijk            |
| ------------------------------------- | ------------------------------------- | ------------------------------------- | ------------------------------------- | ------------------------------------- | ------------------------------------- |
| 1                                     | 7 juni 2021                           | Servië – Jamaica                      | 1 – 1                                 | Vriendschappelijk                     |                                       |

1 Vandenberghe ·
5 Atemona ·
6 Mehssatou ·
7 Mbayo ·
8 Challouk ·
9 Messaoudi ·
10 Selemani ·
11 De Neve ·
12 De Vlaeminck ·
17 Gueye ·
18 Kadri  ·
20 Avenatti ·
21 Wasinski ·
22 Decoene ·
29 Regali ·
44 Silva ·
48 Montegnies ·
66 Radovanović ·
70 Bruno ·
77 Henen ·
89 Audoor ·
Coach: Edward Still